# Христо Пимпирев
Христо Цанев Пимпирев е български учен и полярен изследовател. Професор по геология в Софийския университет „Св. Климент Охридски“.

## Академична кариера
Получава магистърска степен по геология през 1978 г., избран е за асистент през 1981 г., през 1984 г. е вече старши асистент. През 1987 г. получава научно-образователната степен „доктор“. От 1988 г. е главен асистент, в периода 1994 – 2004 г. е доцент, а от 2005 г. е професор по геология в Софийския университет „Св. Климент Охридски“. През 2017 г. защитава дисертационния си труд на тема „Стратиграфия и геоложка еволюция на о. Ливингстън през кредния период" и придобива научната степен „доктор на науките“.
Проф. Пимпирев е доайен на българската антарктическа програма, участник в Първата национална антарктическа експедиция през сезон 1987/88. Той е ръководител на ежегодните национални научни експедиции до Антарктика и председател-учредител на Българския антарктически институт от 1993 г.
Директор на Националния център за полярни изследвания от 2007 г.
Участвал е в научни експедиции до връх Ама Даблам, Непалските Хималаи, в спелеоложка експедиция в китайското карстово плато, в проект за търсене на злато във Виетнам, в научни изследвания в колумбийските Анди, в канадско-българска експедиция на остров Елсмир, Канадска Арктика.
Преподава исторична геология и палеогеография, изнасял е лекции в САЩ, Португалия, Уругвай, Чили, Колумбия, Германия, Великобритания, Франция, Испания, Аржентина, Канада, Южна Корея и др.
Автор е на 12 книги, 7 документални филма и над 250 публикации в реномирани български и чужди списания.
Той е и първият българин, развял българското знаме на Южния полюс – на 8 януари 2013 г. проф. Пимпирев стъпва на най-южната точка на планетата като част от състава на международна експедиция, посветена на 100-годишнината от достигането на Южния полюс от Руал Амундсен и Робърт Скот.
Пимпирев връх на остров Александър, Пимпирев ледник и Пимпирев бряг на остров Ливингстън и в архипелага Южни Шетландски острови, Антарктика носят неговото име.

## Членство в международни организации
- Постоянен представител на Република България в Международния научен комитет за антарктически изследвания (SCAR) от 1994 г. [4]
- Представител на Република България в Съвета на мениджърите на национални антарктически програми (COMNAP) от 1994 г. [5] и вицепрезидент в периода 2006 – 2009 г.
- Представител на Република България в консултативните съвещания по Антарктическия договор (ATCM) от 1995 г. [6]
- Представител на Република България в Европейския полярен борд (EPB) от 2001 г. [7] и вицепрезидент в периода 2009 – 2012 г.

## Отличия
- Орден „Кирил и Методий“ I степен, 1988 г.
- Почетен знак на СУ „Св. Климент Охридски“ I степен, 1988 г.
- Юбилеен медал „100 години СУ „Св. Климент Охридски“, 1988 г.
- Почетен медал от Държавния комитет по хидрогеология и опазване на околната среда на СССР и Арктическия и Антарктическия научно-изследователски институт по случай успешния 133-дневен дрейф на ледоразбивача “Михаил Сомов” в морето на Рос, Източна Антарктика, 1988 г.
- Почетен гражданин на гр. Лясковец, 2000 г.
- Почетен лист със значка за защита на българския национален идеал, учреден от ВМРО-БНД, 2004 г.
- Най-високият монголски държавен орден „Полярна звезда“ – за заслуги при създаването на Монголския антарктически институт и полагане основите на монголските научни изследвания в Антарктика, 2011 г.
- Почетен Сертификат за завоюван висок престиж и обществено признание и за принос за развитието на българската наука, Клуб на българския културен и научен елит, 2014 г.

- Награда „Златна книга“ за принос към развитието на българската наука и култура, Съвет на Европейската научна и културна общност, 2015 г.
- Почетен гражданин на Община Кърджали, 2016 г.
- Награда „Златна монета“, категория „Писменост“, Съвет на Европейската научна и културна общност, 2016 г.
- Мемориален плакет на Комитета за опазване на околната среда в Антарктида към Консултативното съвещание по Антарктическия договор – за активната му роля в опазване на околната среда в Антарктида, 2017 г.
- Почетен гражданин на гр. Павликени, 2018 г.
- Почетен професор на ВВМУ „Н. Й. Вапцаров“, 2021 г.
- Почетен член на Българското дерматологично дружество, 2022 г.
- Командор на Ордена на Исабел Католическа (Encomienda de la Orden de Isabel la Catolica), присъден му с указ на краля на Испания Фелипе VI – за значителен принос към връзките на приятелство и сътрудничество на испанската и българската нации, 2022 г.[8]
- Почетен знак на Министъра на отбраната, 2023 г.
- Почетен знак „Св. Климент Охридски“ със синя лента на Софийския университет „Св. Климент Охридски“, 2023 г.
- Специален медал на Президента на Съвета на мениджърите на национални антарктически програми (COMNAP) - за изключителен принос в разширяване и задълбочаване на научното и логистично сътрудничество между антарктическите нации, август 2025 г.

## Научнопопулярни филми
- „Експедиция Антарктида“ – Българска национална телевизия, Програма Атлас (1988)
- „Българи на Антарктида“ – Българска национална телевизия, Програма Атлас (1994)
- „Южно лято“ – Българска национална телевизия, Програма Атлас (1995)
- „България на два океана“ – Българска национална телевизия, Програма Атлас (1996) – сценарист
- „Под знака на Южния кръст“ – Българска национална телевизия (2006) – сценарист
- „Антарктида 2012“ – Филм ауторс (2012) – консултант
- „90 градуса южна ширина“ – Българска национална телевизия (2014)
- „Антарктида – ледена любов“ – БТВ (2015)
- „Едно антарктическо лято“ – Български антарктически институт (2018)
- „Танцът на пингвините“ – Български антарктически институт (2020)
- „Дневник на антарктическия стопаджия“ – Българска национална телевизия, Програма "В кадър"(2021)

## Игрални филми
- В „Писма от Антарктида“ (2019) на режисьора Станислав Дончев Христо Пимпирев е консултант и освен това се появява в ролята на ръководител на българските полярници, играейки себе си.[9]